# 크리스천 바우티스타
크리스천 바우티스타(Christian Bautista, 1981년 10월 19일~)는 필리핀의 남자 가수, 배우, 사회자이자 모델이다.